# Metallata adjuncta
Metallata adjuncta är en fjärilsart som beskrevs av Walker 1865. Metallata adjuncta ingår i släktet Metallata och familjen nattflyn. Inga underarter finns listade i Catalogue of Life.